# Annet Koeleman
Annette Koeleman (8 januari 1975) is een Nederlands langebaanschaatsster. 
In 1995 startte Koeleman op de NK Afstanden op de 500 meter.

## Records

### Persoonlijke records[2]
| Afstand    | Tijd    | Datum           | Baan       |
| ---------- | ------- | --------------- | ---------- |
| 100 meter  | 11,30   | 19 oktober 1994 | Inzell     |
| 300 meter  | 27,50   | 19 oktober 1994 | Inzell     |
| 500 meter  | 42,80   | 5 januari 1994  | Inzell     |
| 1000 meter | 1.28,72 | 7 februari 1993 | Heerenveen |
| 1500 meter | 2.19,65 | 6 februari 1993 | Heerenveen |
| 3000 meter | 5.16,12 | 30 januari 1994 | Den Haag   |